# 村上春雄
村上 春雄（むらかみ はるお、1939年1月30日 - ）は、日本の経営者。日本テレコム社長を務めた。神奈川県出身。

## 来歴・人物
1961年に慶應義塾大学工学部を卒業し、同年に日本国有鉄道に入社した。1987年に鉄道通信(のちの日本テレコム)取締役に就任し、1998年には社長に就任。2001年に会長を経て、2006年に相談役に就任。